# SIA 7B
Le SIA 7B est un biplan de reconnaissance et d'appui de la Première Guerre mondiale.
Le SIA 7B.1 fut réalisé par cette filiale de FIAT par les ingénieurs Savoia et Verduzio. L'avion de reconnaissance se révéla rapide et maniable, mais une déficience dans la voilure fit qu'il fut retiré du service en juillet 1918.